# رود شيرمان
رود شيرمان (بالإنجليزية: Rod Sherman) هو لاعب كرة قدم أمريكية أمريكي، ولد في 25 ديسمبر 1944 في باسادينا في الولايات المتحدة.

## وصلات خارجية
- رود شيرمان على موقع مرجع كرة القدم المحترفة.كوم (الإنجليزية)